# پلاکوسپونجیدا

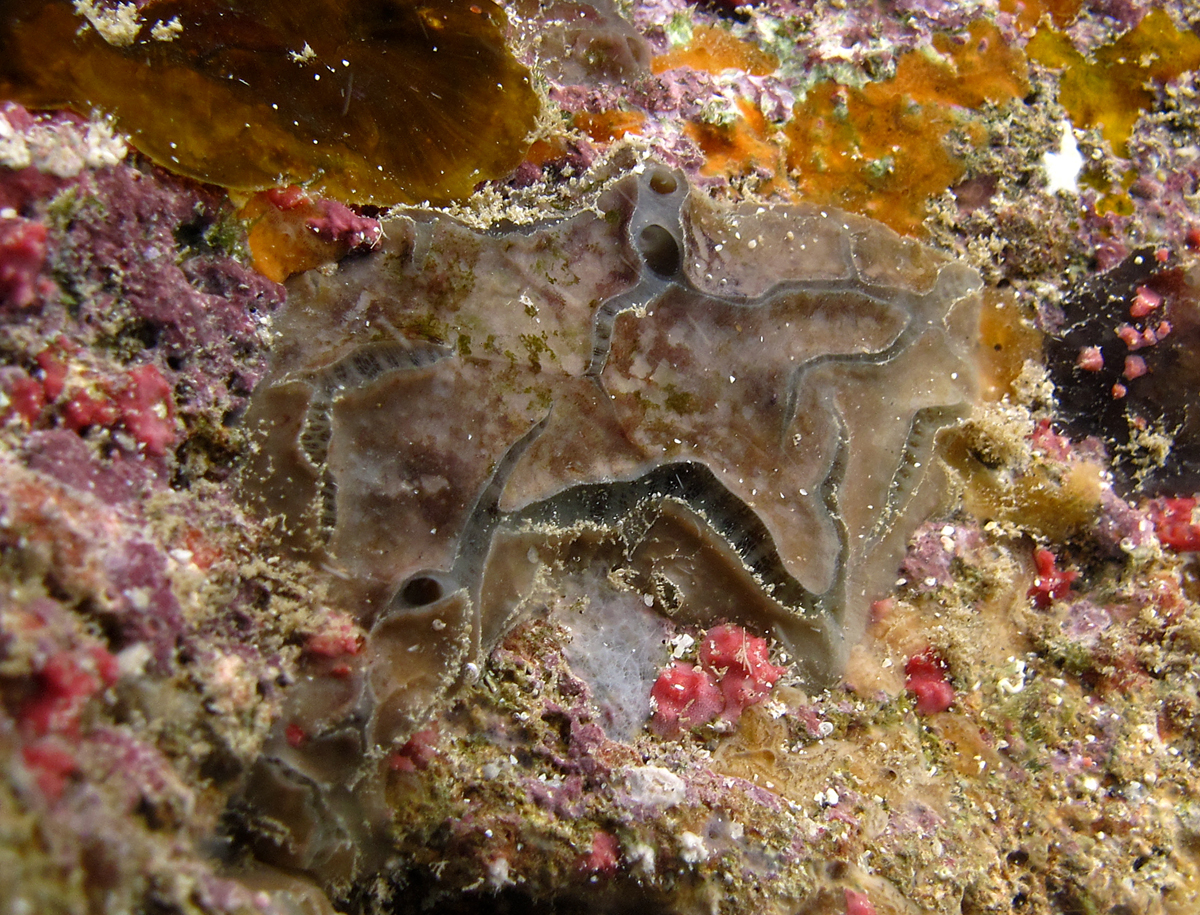
اسفنجی از جنس Placospongia در Reunion.

پلاکوسپونجیدا (نام علمی: Placospongiidae) نام یک تیره از رده اسفنج‌های شاخی است. پلاکوسپونجیا از اعضای این تیره است.